# 악장 (악곡의 부분)
악장(樂章)은 소나타 · 교향곡 · 협주곡 등에서 하나의 악곡 전체를 구성하는 일부분이자 제각기 다른 주제로 완결성과 독립성을 띠는 하나하나의 소곡이다. 예를 들어 소나타, 협주곡, 교향곡은 대개 1, 2, 3악장을 가지고 있으며 각자 다른 주제를 가지고 연주한다. 그러나 전체적인 분위기는 비슷하고 가끔 1악장에서 나온 주제가 3악장이나 4악장에 나온다. 프란츠 리스트는 단악장 소나타를 작곡했다. 